# Bahratalbrücke
Die Bahratalbrücke ist eine 312 m lange Talbrücke der Bundesautobahn 71 in Bayern, die zwischen den Anschlussstellen Mellrichstadt und Bad Neustadt an der Saale liegt. Das Bauwerk befindet sich östlich von Oberstreu und überspannt in einer Höhe von 39 m die Bahra, ein rechter Seitenfluss der Streu.
Gebaut wurde die Spannbetonbalkenbrücke mit zwei getrennten Überbauten bei Kosten von etwa 8,7 Millionen Euro zwischen den Jahren 2001 und 2003.
Die beiden nebeneinanderliegenden Überbauten der Spannbetonbrücke besitzen in Längsrichtung den Durchlaufträger als Bauwerkssystem auf. In Querrichtung ist ein Hohlkastenquerschnitt vorhanden. Die Stützweiten der siebenfeldrigen Brücke betragen 37 m bei den beiden Endfeldern und je 47,6 m bei den fünf Innenfeldern. Die Vorspannung besteht aus externen Spanngliedern und internen Spanngliedern im Beton der Boden- und Fahrbahnplatte. Der Brückenüberbau wurde im Taktschiebeverfahren hergestellt. Die rund 33 m hohen Massivpfeiler haben eine ovale Querschnittsform und eine Einschnürung unter dem Pfeilerkopf.
Die Brückenfläche beträgt 8692 m². 11500 m³ Beton, 1490 t Betonstahl und 228 t Spannstahl wurden verbaut.